# Pavel Pabst

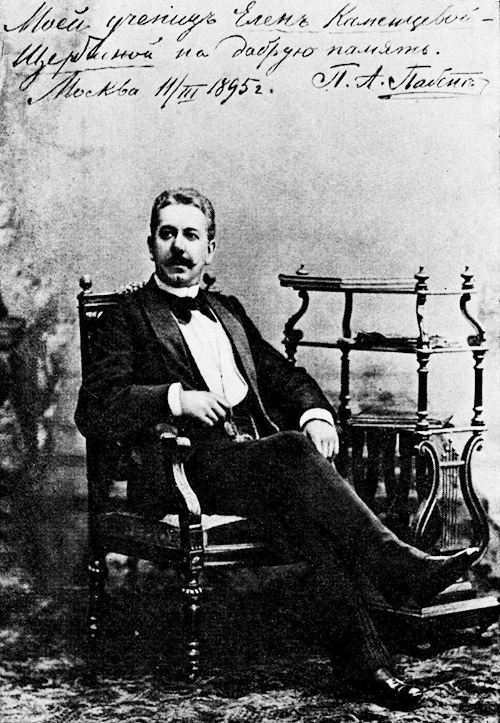
Pavel Pabst

Pavel Avgoustovitsj Pabst, ook wel Paul Pabst (Russisch: Павел Августович Пабст) (Koningsbergen, 27 mei 1854 - Moskou, 9 januari 1897) was een Russisch pianist en componist.
Pavel (broer van Louis Pabst, ook componist en pianist) kreeg pianoles van zijn vader en broer. Later kreeg hij les van Franz Liszt. Hij vestigde zich in Moskou en werd professor aan het Moskou Conservatorium.
Hij componeerde voornamelijk muziek voor piano. 
In 1885 schreef hij het Piano Concerto in E-flat major. Het werd uitgevoerd in Sint Petersburg en Moskou, met Pabst als solist, en met dirigent Anton Rubinstein. De partituur ging verloren, maar werd later teruggevonden. 
Op 19 april 2005, 120 jaar na de première, werd Pabsts 'Lost Concerto' uitgevoerd door solist Panagiotis Trochopoulos tijdens een concert Minsk van het Belarusian State Academic Symphony Orchestra, met dirigent Marius Stravinsky. Er werd een live opname gemaakt door producer David Kent-Watson, die ook beeldmateriaal maakte voor de documentaire 'The Lost Concerto'.
De live opname verscheen op CD, Cameo Classics CC9033CD.
Een tweede opname werd gemaakt en uitgegeven door Danacord in 2008, met solist Oleg Marshev.